# Dictyochaeta malaysiana
Dictyochaeta malaysiana är en svampart som beskrevs av Kuthub. 1987. Dictyochaeta malaysiana ingår i släktet Dictyochaeta och familjen Chaetosphaeriaceae.   Inga underarter finns listade i Catalogue of Life.